# Satet

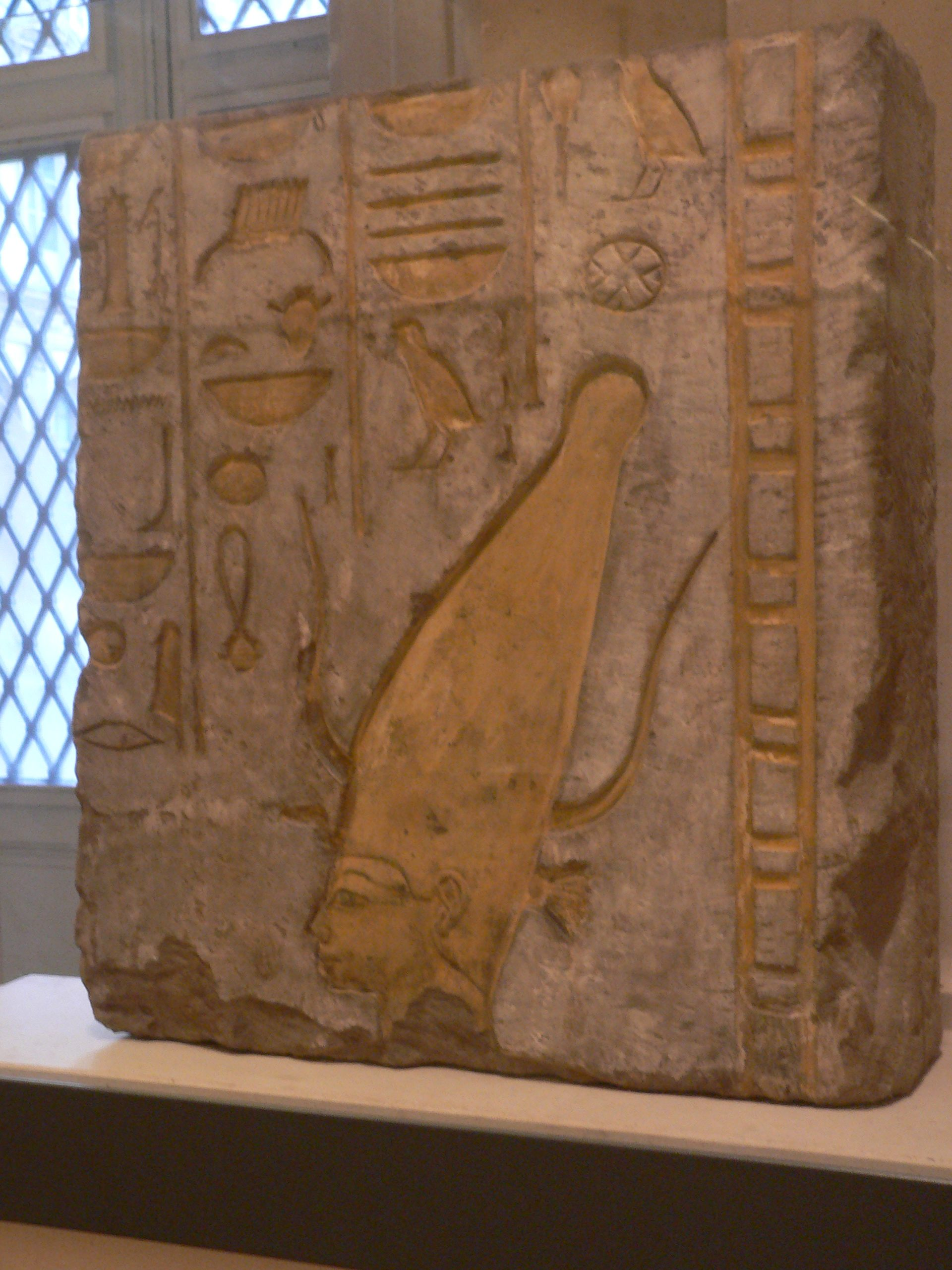
de godin Satet met haar specifieke kroon

Satet was in het Oude Egypte de beschermgodin van de Nijl en vooral de bewaakster van de bronnen van de Nijl. Ze wordt voorgesteld als een vrouw die de witte kroon van Boven-Egypte draagt met antilopehoorns aan beide kanten van de kroon.
Ze verschijnt meestal samen met de ramsgod Chnoem en hun dochter Anoeket. Deze drie goden vormden de triade (godentrio bestaande uit een vader, een moeder en een kind) van het eiland Elephantine, waar zich de stad Aboe met hun voornaamste cultusplaats bevond. Dit eiland ligt in het zuiden van Egypte bij de huidige stad Aswan en vlak bij het eerste cataract. Vanuit deze plaats was de overstroming van de Nijl het eerst in Egypte te zien.
Volgens de Egyptenaren leefde de godin ten zuiden van Elephantine en beschermde ze de bronnen van de Nijl, die de oude Egyptenaren overigens zelf nooit gevonden hebben en pas veel later ontdekt zijn. Samen met de Nijlgod Hapy zorgde ze voor de overstroming van de rivier, maar Satet regelde de juiste hoeveelheid water. De overstroming mag immers niet te overvloedig zijn, maar ze mag uiteraard ook niet te mager zijn. Daarom gingen veel boeren naar haar tempel om te bidden voor de afzetting van de juiste hoeveelheid slib zodat een goede oogst kon worden verwacht.